# Condaminea glabrata
Condaminea glabrata är en måreväxtart som beskrevs av Dc.. Condaminea glabrata ingår i släktet Condaminea och familjen måreväxter. IUCN kategoriserar arten globalt som sårbar. Inga underarter finns listade i Catalogue of Life.